# Herrarnas 15 kilometer i längdskidåkning vid olympiska vinterspelen 2014
Herrarnas 15 kilometer i längdskidåkning vid olympiska vinterspelen 2014 hölls på anläggningen Laura längdåknings- och skidskyttekomplex i skidorten Krasnaja Poljana, Ryssland, ca 60 km från Sotji, den 14 februari 2014. Tävlingen kördes i klassisk stil.
Vinnare blev Dario Cologna som därmed också försvarade det guld han tog fyra år tidigare under de Olympiska vinterspelen i Vancouver. På andra plats kom Johan Olsson och på tredje platsen Daniel Richardsson.

## Medaljörer
| Disciplin       | Guld                | Silver             | Brons                    |
| 15 km klassiskt | Dario Cologna (SUI) | Johan Olsson (SWE) | Daniel Richardsson (SWE) |

## Resultat topp 30[1]
| Pl. | Start- nummer | Namn                   | Land          | Sluttid | Tidsdifferens |
| --- | ------------- | ---------------------- | ------------- | ------- | ------------- |
| 1   | 35            | Dario Cologna          | Schweiz       | 38.29,7 |               |
| 2   | 34            | Johan Olsson           | Sverige       | 38.58,2 | +28,5         |
| 3   | 43            | Daniel Richardsson     | Sverige       | 39.08,5 | +38,8         |
| 4   | 13            | Iivo Niskanen          | Finland       | 39.08,7 | +39,0         |
| 5   | 37            | Lukáš Bauer            | Tjeckien      | 39.28,6 | +58,9         |
| 6   | 52            | Chris Jespersen        | Norge         | 39.30,6 | +1.00,9       |
| 7   | 31            | Alexander Bessmertnykh | Ryssland      | 39.37,7 | 1.08,0        |
| 8   | 26            | Axel Teichmann         | Tyskland      | 39.42,4 | +1.12,27      |
| 9   | 51            | Alexey Poltoranin      | Kazakstan     | 39.43,2 | +1.13,5       |
| 10  | 48            | Marcus Hellner         | Sverige       | 39.46,9 | +1.17,2       |
| 11  | 49            | Hannes Dotzler         | Tyskland      | 39.49,9 | +1.20,2       |
| 12  | 33            | Eldar Rønning          | Norge         | 40.02,8 | +1.33,1       |
| 13  | 53            | Martin Johnsrud Sundby | Norge         | 40.07,4 | +1.37,7       |
| 14  | 29            | Jens Filbrich          | Tyskland      | 40.08,5 | +1.38,8       |
| 15  | 28            | Lars Nelson            | Sverige       | 40.08,8 | +1.39,1       |
| 16  | 47            | Dmitriy Japarov        | Ryssland      | 40.10,7 | +1.41,0       |
| 17  | 40            | Sami Jauhojärvi        | Finland       | 40.14,4 | +1.44,7       |
| 18  | 45            | Pål Golberg            | Norge         | 40.14,5 | +1.44,8       |
| 19  | 42            | Stanislav Volzhentsev  | Ryssland      | 40.15,0 | +1.45,3       |
| 20  | 41            | Matti Heikkinen        | Finland       | 40.17,8 | +1.48,1       |
| 21  | 44            | Jean-Marc Gaillard     | Frankrike     | 40.22,8 | +1.53,1       |
| 22  | 25            | Curdin Perl            | Schweiz       | 40.27,8 | +1.58,1       |
| 23  | 10            | Martin Bajčičák        | Slovakien     | 40.28,0 | +1.58,3       |
| 24  | 11            | Jonas Baumann          | Schweiz       | 40.33,2 | +2.03,5       |
| 25  | 46            | Jevgenij Belov         | Ryssland      | 40.36,8 | +2.07,1       |
| 26  | 36            | Tim Tscharnke          | Tyskland      | 40.41,3 | +2.11,6       |
| 27  | 60            | Philipp Haelg          | Liechtenstein | 40.41,5 | +2.11 8       |
| 28  | 14            | Ville Nousiainen       | Finland       | 40.52,6 | +2.22,9       |
| 29  | 4             | Maciej Kreczmer        | Polen         | 40.58,7 | +2.29,0       |
| 30  | 22            | Francesco de Fabiani   | Italien       | 41.00,8 | +2.31,1       |